# Сивокафяв миши лемур
Сиво-кафявият миши лемур (Microcebus griseorufus) е вид бозайник от семейство Лемури джуджета (Cheirogaleidae).

## Разпространение
Видът е разпространен в западните части на Мадагаскар в региона около резервата Беза Махафали, на север до Ламбохарана.